# Царска повест
Царска повест (лат. Historia Augusta) је назив за збирку биографија римских царева, писану на латинском језику, од Хадријана (117—138) до Карина (283—285) и Нумеријана (283—284). 
Збирка садржи 150 докумената, укључујући и 68 писама, 60 говора и предлога народу или сенату и 20 сенаторских декрета и акламација.
Historia Augusta је од самог почетка представљала контроверзно дело за модерне историчаре и није вреднована као нарочито веродостојно дело. Као аутори биографија потписана су шесторица личности о којима ништа не знамо: Елије Спартијан, Јулије Капитолин, Вулкације Галикан, Елије Лампридије, Требелије Полион и Флавије Вописк Сиракужанин. Прва четворица су у биографијама из збирке забележила да су саставили још биографских списа. Аутори су неке од биографија посветили Диоклецијану (284—305), Константину I (306—337) и разним великодостојницима који су нам иначе непознати. Царска повест представља једини континуирани извор који обухвата период 2. и 3. века. Ипак, збирци недостају биографије Филипа Арапина, Трајана Деција, Требонијана Гала, Емилијана и део Валеријанове биографије тј део који се бави периодом од 244. до 259. године. Аутори се поред тога позивају на читав низ историчара од којих су нам само тројица познати (Херодијан, Марије Максим и Дексип) и цитирају бројне документе (писма, сенатске одлуке, натписе...). Цитати су нарочито бројни у животописима опскурних владара, али нема ни једног у случају биографија Хадријана, Антонина Пија, Марка Аурелија и Септимија Севера. Помињу се и непостојеће легије, исконструисани родослови (нпр. порекло Константина Великог од Клаудија II Готског) и читав низ тривијалних анегдота. Врхунац представља подзбирка Тридесеторице тирана (Tyrani Triginita) односно тридесеторице узурпатора који су се појавили у време „слабог“ и „порочног“ цара Галијена (253—268). Да би се попунио образац преузет из атинске историје у Тридесеторицу тирана је увршћено укупно тридесет и две личности од којих је само двадесет историјски потврђено и у другим изворима (нпр новац и натписи). Међутим, и од тих двадесет има оних који никада нису понели царску титули, затим ту су и жене и малолетници који никада нису владали. Само први део повести, од Хадријана до Каракале је базиран на неким проверљивим и поузданим изворима, док су остали наводи без неког конкретнијег покрића.
Од краја 19. века многа питања везана за веродостојност Царске повести су отворена, а нека од њих још увек нису решена на задовољавајући начин (нпр. јесу ли биографије које се сматрају за изгубљене уопште и постојале). Херман Десо је 1887. утврдио да су делови биографије Септимија Севера писани на основу списа О царевима Аурелија Виктора (издатог 361. год.), а делови животописа Марка Аурелија на основу Еутропијевог бревијара (објављен 369. год.). Десо је унутрашњом критиком текста закључио да је у питању дело једног анонимног и неидентификованог аутора који је у ствари био савременик Теодосија I (379—395). Сер Роналд Сајм је 1971. такође сместио време настанка збирке у време око 395. године, а по његовом мишљењу аутор је могао бити неки „неискрени граматичар“ који се временом толико загрејао за свој задатак да је постао све инвентивнији и духовитији. Сајм је Царску повест сместио у категорију псеудоисторијских романа типа Романа о Александру. 